# 合筆
合筆（がっぴつ／ごうひつ）とは、隣接する数筆の土地を一筆の土地に法的に合体することをいう。対義語は分筆。具体的には、土地の所有者が登記所に土地合筆登記を申請することにより行う。

## 概要
土地が合筆されれば原則として合筆後の土地の地番は合筆前の首位の地番（最も若い地番）となり、それ以外の土地の登記記録は閉鎖される。また登記所備付の地図又は地図に準ずる図面において、合筆した土地同士を隔てていた筆界線は抹消される。
「筆（ひつ）」または「一筆（いっぴつ）」とは田畑や宅地などの土地の1つの区画。検地帳にその所在・品等・面積・名請人を1行に書き下したことに由来する。

## 合筆制限
合筆には分筆より法的な制約が多く、不動産登記法第41条の規定によれば以下のような場合には合筆をすることができない。
1. 相互に接続していない土地
2. 地目又は地番区域（字がある場合字も含む）が相互に異なる土地
3. 表題部所有者又は所有権の登記名義人が相互に異なる土地
4. 表題部所有者又は所有権の登記名義人が相互に持分を異にする土地
5. 所有権の登記がない土地と所有権の登記がある土地
6. 所有権の登記以外の権利に関する登記（用益物権、担保物権）がある土地

ただし、6については権利に関する登記で合筆後の土地の登記記録に登記することができるものとして法務省令で定めるものがある土地を除く。